# نورمان تشارلز هاريس
نورمان تشارلز هاريس (بالإنجليزية: Norman Charles Harris)‏ هو موظف مدني أسترالي، ولد في 10 أبريل 1887، وتوفي في 3 مايو 1963.